# Кэрролл, Энди
Э́ндрю То́мас «Э́нди» Кэ́рролл (англ. Andrew Thomas Carroll; род. 6 января 1989, Гейтсхед, Англия) — английский футболист, нападающий клуба «Бордо». Выступал за сборную Англии.

## Клубная карьера

### Начало карьеры
Кэрролл начал карьеру в «Ньюкасле», выступая за резервный состав клуба. 2 ноября 2006 года он дебютировал в основном составе «сорок» в матче Кубка УЕФА против «Палермо», выйдя на замену в концовке встречи и стал самым молодым игроком «Ньюкасла» в еврокубках, выйдя на поле в возрасте 17 лет и 300 дней.
Дебютировал в Кубке Англии в матче против «Бирмингема», выйдя на замену на последние 10 минут матча.
25 февраля 2007 года Кэрролл дебютировал в Премьер-лиге, выйдя на замену на 87-й минуте матча против «Уигана».
В 2007 году выиграл награду Wor Jackie Milburn Trophy, вручаемую ежегодно восходящей звезде футбола на северо-востоке Англии.
29 июля 2007 года Кэрролл забил свой первый гол за «Ньюкасл» в товарищеском матче против «Ювентуса», который завершился со счётом 2:0 в пользу «сорок». После матча Энди удостоился похвалы со стороны вратаря «Ювентуса» Джанлуиджи Буффона, который предрёк Кэрроллу большое будущее.

### Аренда в «Престоне»
14 августа 2007 года Кэрролл отправился в аренду в клуб «Престон Норт Энд» сроком на шесть месяцев. Его дебют за «Престон» состоялся в матче Кубка Лиги против клуба «Моркам» в тот же день.
19 сентября в матче против «Сканторп Юнайтед» Кэрролл был удалён. 6 ноября он забил свой первый гол в чемпионате футбольной лиги в матче против «Лестер Сити». В январе он вернулся в «Ньюкасл».

### Возвращение в «Ньюкасл»
Провёл остаток сезона 2007/08 в резервной команде и на скамейке «Ньюкасла», затем появились слухи о переходе Кэрролла в «Дерби Каунти».
В сезоне 2008/09 Кэрролл сыграл свой первый матч за «Ньюкасл» 20 октября, выйдя на замену вместо Шола Амеоби в матче против «Манчестер Сити». Свой первый официальный гол за «Ньюкасл» Кэрролл забил 10 января 2009 года в матче против «Вест Хэма» (2:2). 12 марта подписал с «Ньюкаслом» новый контракт до 2013 года. В апреле 2009 года забил важнейший гол в игре против «Стока» (1:1). Но этого было недостаточно для сохранения «Ньюкасла» в Премьер-лиге, и в финальном туре сезона, уступив «Астон Вилле» со счётом 0:1, клуб выбыл в чемпионат футбольной лиги.

### Прорыв в «Ньюкасле»

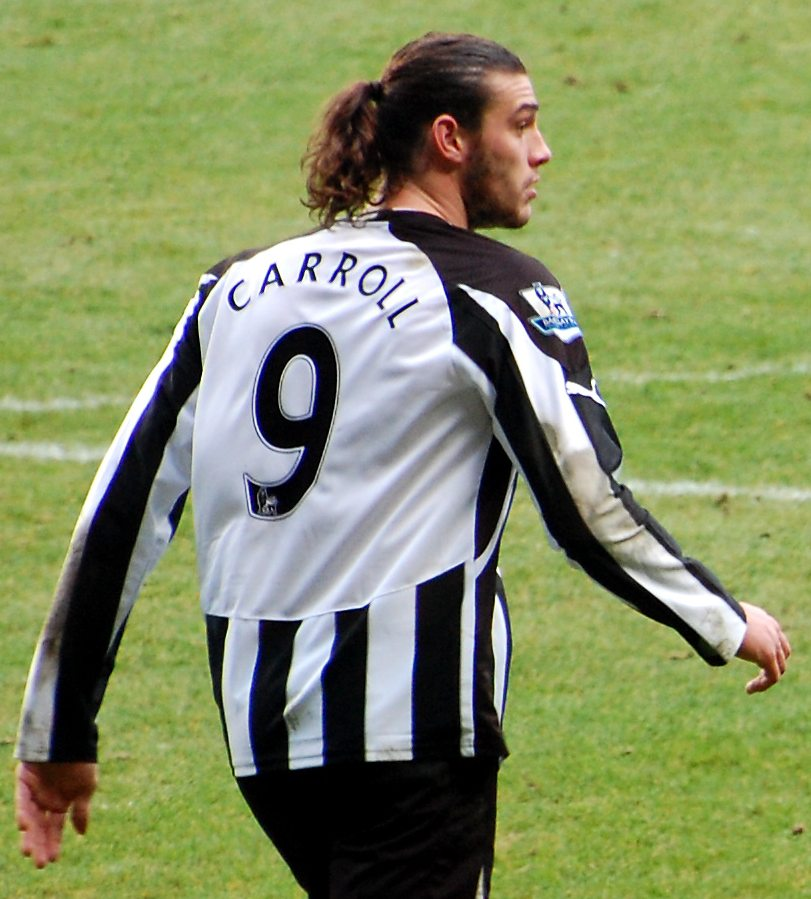
Кэрролл в форме «Ньюкасла»

После ухода из клуба нападающих Майкла Оуэна, Марка Видуки и Обафеми Мартинса вслед за вылетом клуба из Премьер-лиги, в сезоне 2009/10 Кэрролл стал игроком основного состава, составляя пару в нападении с Шола Амеоби. Свой первый гол в чемпионате футбольной лиги он забил в ворота «Блэкпула».
К 2010 году он стал твёрдым игроком основы, играя практически в каждом матче. После того, как Амеоби выбыл из-за травмы, Кэрролл сформировал в нападении связку с Питером Лёвенкрансом. Главный тренер команды Крис Хьютон заявил, что Кэрролл унаследует футболку с номером «9», ранее принадлежавшую таким игрокам как Алан Ширер, Джеки Милберн, Энди Коул и Малкольм Макдональд. Кэрролл завершил сезон 2009/10 в качестве лучшего бомбардира команды, забив 19 голов (из них 17 — в чемпионате).
Перед началом сезона 2010/11 Кэрролл получил футболку с девятым номером. 22 августа в матче второго тура Премьер-лиги против «Астон Виллы» Кэрролл сделал хет-трик. По итогам сезона 2010/11 «Ньюкасл» вновь вернулся в АПЛ.

### «Ливерпуль»
31 января «Ливерпуль» официально объявил, что клуб согласовал с «Ньюкаслом» трансферную стоимость Кэрролла. Хотя официально сумма сделки не называлась, английская пресса сообщала, что «сороки» получат за 22-летнего игрока сборной Англии 35 миллионов фунтов. Вечером того же дня было объявлено о том, что Кэрролл подписал контракт сроком на пять с половиной лет и получил в команде девятый номер, который он носил в «Ньюкасле», освободившийся после перехода Фернандо Торреса в «Челси». Сам футболист заявил, что не собирался переходить в «Ливерпуль»:
Я вёл переговоры о новом контракте с клубом. Но неожиданно руководство заявило, что не будет предоставлять мне новое соглашение. Это произошло вскоре после того, как «Ньюкасл» получил предложение о моем трансфере, равное 30 миллионам фунтов. Владелец тогда сказал мне, что я не нужен клубу. Сразу после его слов приземлился вертолёт, на котором я должен был полететь на переговоры с «Ливерпулем». Поскольку мне дали понять, что команда не нуждается в моих услугах, я сказал: «Хорошо, я начну переговоры с мерсисайдцами». Затем внезапно предложение «Ливерпуля» было отклонено. Затем Дерек попросил меня написать заявление с просьбой о трансфере. Я был загнан в угол, и у меня не было выбора. Я был не нужен «Ньюкаслу», они дали понять, что им нужны деньги. И уже после того, как было написано это заявление, я полетел на вертолёте владельца на переговоры, хотя не хотел никуда переходить. Был просто ошарашен, когда понял, что не нужен своей родной команде, которой я отдал всё. Вообще не хотел уезжать. Будьте уверены, руководство знало об этом.
Дебютировал за свой новый клуб в игре против «Манчестер Юнайтед» на Энфилде (1:3). 11 апреля забил свой первый гол за «Ливерпуль» в матче с «Манчестер Сити». Кэрролл сделал дубль, что помогло победить его команде со счётом 3:0.

### «Вест Хэм»
30 августа 2012 года перешёл на правах аренды в «Вест Хэм». 1 сентября дебютировал в матче против «Фулхэма» (3:0). В этом же матче получил травму и выбыл из строя на месяц. Вернувшись после травмы, забил гол в ворота «Тоттенхэм Хотспур», но в следующем матче против «Манчестер Юнайтед» получил травму колена и вновь выбыл из строя. Вернувшись после второй травмы за сезон, Кэрролл мощно провёл следующие игры: принёс победу «Вест Хэму» в матче против «Суонси Сити».

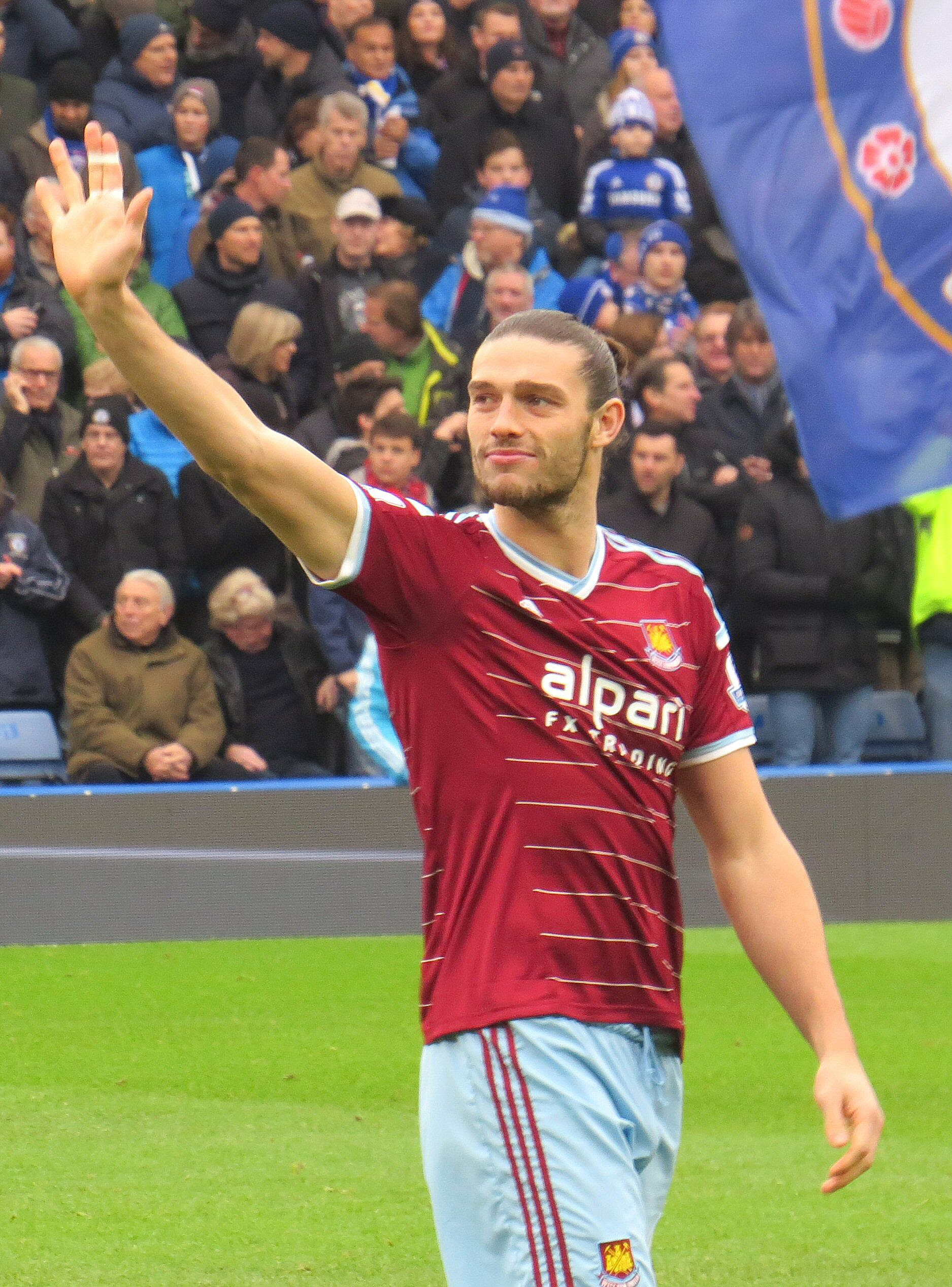
Кэрролл в составе Вест Хэма в 2014 году.

Далее отличился в матче с «Тоттенхэмом», что не спасло команду от поражения. Сделал дубль в ворота «Вест Бромвича» (3:1). В следующем матче с «Саутгемптоном» Кэррол забил гол со штрафного, что помогло его команде избежать поражения. В следующих двух матчах против «Манчестер Юнайтед» и «Уигана» отдал две голевые передачи, матчи закончились 2:2 и 2:0 соответственно. Также отличился в матче против «Манчестер Сити». Таким образом Кэрролл помог команде избежать вылета в чемпионшип.
По итогам сезона клуб решил выкупить права на футболиста за £ 15 млн, эти деньги «Вест Хэм» выплатил единовременно. Также в договор о трансфере был включён пункт, согласно которому «молотобойцы» должны были выплатить определённую сумму «Ливерпулю» в зависимости от успешности Кэрролла в новой команде. «Ливерпуль» стал первым клубом, который заплатил своему игроку за то, чтобы он просто покинул команду.

#### Сезон 2015/16
В августе 2015 года Кэрролл подвернул лодыжку, надевая бутсы, при этом полностью не восстановившись после февральской травмы и операции на колене. Дебютировал в сезоне после почти 7-месячного восстановления в матче против своего бывшего клуба «Ньюкасл Юнайтед» 14 сентября 2015 года. Первый гол в сезоне забил 24 октября в ворота «Челси» (2:1). 28 декабря забил гол в ворота «Саутгемптона». 2 января 2016 года забил гол в ворота «Ливерпуля». 19 марта забил в ворота «Челси». 9 апреля оформил хет-трик в ворота «Арсенала». Затем отличился в двух матчах АПЛ против «Уотфорда» и «Лестера». Сезон 2015/16 стал для Кэрролла одним из самых удачных за «Вест Хэм» — он забил рекордные для себя 9 голов в АПЛ, отдал 2 голевых паса, а его команда заняла 7 место в турнирной таблице и получила место в Лиге Европы.

#### Сезон 2016/17
28 июля 2016 года Кэрролл дебютировал за «Вест Хэм» в Лиге Европы в матче против «Домжале» (1:2). 21 августа получил травму колена, из-за чего пропустил 6 недель. 4 декабря провёл первый матч после травмы против «Арсенала» (1:5), в котором забил гол на 83 минуте после подачи Пайета со стандарта. 26 декабря в матче против «Суонси» (4:1) Кэрролл забил гол на 90-й минуте, установив окончательный счёт. 14 января 2017 года в матче против «Кристалл Пэлас» (3:0) Кэрролл на 79-й минуте с подачи Антонио ударом через себя загнал мяч в «девятку» и получил награду «Гол месяца». В следующем туре против «Мидлсбро» забил два гола. В апреле получил травму и восстановился лишь к сентябрю следующего года.

#### Сезон 2017/18
Кэрролл дебютировал 12 сентября в матче против «Хаддерсфилда» (0:2). Отличиться смог в январе 2018 года в матче против «Вест Бромвича», забив два гола. В середине января в прессе стали появляться новости о возможном приобретении Кэрролла «Челси», однако тренер Дэвид Мойес отказал в продаже, а сам Кэрролл к концу января заработал перелом стопы и выбыл на 3 месяца. 16 апреля, в своём первом матче после 3-месячного перерыва, против «Сток Сити» с паса Аарона Крессуэлла забил гол на 90-й минуте, что помогло его команде сыграть вничью.

#### Сезон 2018/19
Сезон 2018/19 стартовал для Кэрролла с очередной травмы. Дебютный матч в сезоне Кэрролл сыграл 4 декабря года c «Кардифф Сити» (3:1), когда вышел на 64-й минуте, заменив Хавьера Эрнандеса. 5 января 2019 года забил свой первый гол в сезоне — в матче кубка Англии против «Бирмингема» на 90 минуте с навеса Майкла Антонио, в том же матче во время розыгрыша углового «Бирмингемом» Кэрролл остался стоять в воротах и головой отбил мяч, который не успевал достать вратарь Адриан. 27 февраля в матче против «Манчестер Сити» вышел на поле с капитанской повязкой, отыграв все 90 минут, матч закончился со счётом 1:0 в пользу «горожан». В марте на послематчевой конференции Мануэль Пеллегрини заявил о проблемах Кэрролла с коленом. В апреле форвард получил вторую травму, связанную с лодыжкой, а уже 8 апреля Кэрролл перенёс на ней операцию. 29 мая новостной портал «Вест Хэма» официально объявил, что форвард и голкипер «молотобойцев» Адриан летом покинут клуб.

### Возвращение в «Ньюкасл»
Ходили слухи о возможном переезде англичанина в США, так же игроком интересовались в Китае, куда месяцем ранее уехал его одноклубник Марко Арнаутович, однако в последний день трансферного окна в Англии «Ньюкасл» подписал годовой контракт с Энди. В команде Кэрролл вместо привычного для себя девятого номера, который ранее носил в «Ньюкасле», «Вест Хэме» и «Ливерпуле», получил освободившийся седьмой. Сам англичанин окрестил свой трансфер в «Ньюкасл» «Возвращением домой», о чём не раз упоминал в интервью после подписания, а также в первом посте после почти 3-х лет неактивности в своём профиле в «Инстаграм». 21 сентября 2019 года, впервые за последние 8 лет, вновь вышел в составе «Сорок» на матч против Брайтона, закончившийся безголевой ничьей. В своём первом сезоне после возвращения на Сент-Джеймс Парк, англичанин поучаствовал в 19 матчах и отметился 4-мя результативными передачами на партнеров по команде. 22 июня 2020 года клуб продлил контракт с англичанином ещё на один год. Второй сезон пребывания в стане «Чёрно-белых» оказался более блёклым, Кэрролл вышел в 18 матчах сезона, в среднем проводя 22 минуты на поле, однако 3 января 2021 года сумел отметиться забитым голом в ворота Лестера, первым в составе Ньюкасл Юнайтед с декабря 2010 года, и первым в АПЛ с апреля 2018 года. 1 июля 2021 года, по окончании своего контракта, покинул команду, о чём клуб сообщил на своём официальном сайте.

### «Рединг»
15 ноября 2021 года на официальном сайте Рединга было объявлено о том, что клуб подписал с игроком краткосрочный контракт до января с возможностью его дальнейшего продления, оклад англичанина составил 1 тысячу фунтов в неделю: «Мне не важны деньги. Я просто хочу играть в футбол и это мой шанс вернуться», — объяснял Энди на презентации.. Дебютировал за «Ройялс» 20 ноября в матче 18-го тура Чемпионшипа против клуба Ноттингем Форрест, вышел на поле на 61 минуте, заменив защитника Лиама Мура. Дебютный гол забил уже спустя неделю, 27 ноября в матче 20-го тура чемпионата против Суонси. В следующих 5 матчах появлялся на поле в стартовом составе и отыгрывал все 90 минут, в день окончания своего соглашения отметился вторым забитым мячом, в ворота Мидлсбро, однако руководство всё же отказалось от идеи подписывать Кэрролла на постоянную основу, их отпугнула невысокая результативность (2 гола в 8 матчах) и травматичное прошлое англичанина. 15 января 2022 года, после окончания действия контракта, Кэрролл вновь стал числиться свободным агентом.

### «Вест Бромвич Альбион»
28 января 2022 года Вест Бромвич объявил о подписании с Кэрроллом контракта сроком на полгода, вплоть до конца сезона 2021/2022, в новой команде англичанин получил 15-й номер. Дебютировал за клуб уже на следующий день, в матче 29 тура Чемпионшипа против Миллуолла. 11 марта 2022 года забил дебютный гол в составе «Дроздов» в ворота Хаддерсфилда, мяч был забит на 85-й минуте, что помогло Вест Брому избежать поражения, матч закончился ничьей 2:2.

## Стиль игры
Кэрролла по стилю игры сравнивают с легендой «Ньюкасла» Аланом Ширером и нападающим Питером Краучем. Он считается классической «девяткой» — мощным центфорвардом с сильным ударом и хорошим умением пробить головой. Итальянский вратарь Джанлуиджи Буффон назвал Кэрролла классическим нападающим, завершающим атаки команды, а также обладающим хорошим видением поля и умением находить партнёров.

## Травмы
Многие критикуют англичанина за его излишнее количество различных травм, а также за уже ставшие привычкой малое число матчей в сезоне, в среднем 15-18 игр.
Эндрю за более чем десять лет своей карьеры умудрился получить порядка 18 всяческих повреждений, из-за чего в общей сложности провёл как минимум несколько лет в футбольном лазарете. Среди многочисленных травм англичанина можно отметить две самых запомнившихся болельщикам — это травма голеностопа, которую Кэрролл получил надевая бутсы, а также перелом стопы, который Эндрю заработал в самый разгар шумихи вокруг его возможного перехода в лондонский «Челси».

## Личная жизнь
15 июня 2015 года у Энди и его невесты Билли Маклау родился сын Арло Томас Кэрролл.
Также у Кэрролла есть двое детей от предыдущих отношений — дочь Эмили Роуз Кэрролл (15.09.2009) и сын Лукас Кэрролл.

## Статистика выступлений
| Клуб                 | Сезон            | Лига | Лига | Кубок Англии | Кубок Англии | Кубок Лиги | Кубок Лиги | Еврокубки | Еврокубки | Итого | Итого |
| Клуб                 | Сезон            | Игры | Голы | Игры         | Голы         | Игры       | Голы       | Игры      | Голы      | Игры  | Голы  |
| -------------------- | ---------------- | ---- | ---- | ------------ | ------------ | ---------- | ---------- | --------- | --------- | ----- | ----- |
| Ньюкасл Юнайтед      | 2006/07          | 4    | 0    | 1            | 0            | 0          | 0          | 2         | 0         | 7     | 0     |
| Ньюкасл Юнайтед      | 2007/08          | 4    | 0    | 2            | 0            | 0          | 0          | 0         | 0         | 6     | 0     |
| Ньюкасл Юнайтед      | 2008/09          | 14   | 3    | 2            | 0            | 0          | 0          | 0         | 0         | 16    | 3     |
| Ньюкасл Юнайтед      | 2009/10          | 39   | 17   | 3            | 2            | 0          | 0          | 0         | 0         | 42    | 19    |
| Ньюкасл Юнайтед      | 2010/11          | 19   | 11   | 0            | 0            | 1          | 0          | 0         | 0         | 20    | 11    |
| Ньюкасл Юнайтед      | Итого            | 80   | 31   | 8            | 2            | 1          | 0          | 2         | 0         | 91    | 33    |
| Престон Норт Энд     | 2007/08          | 11   | 1    | 0            | 0            | 1          | 0          | 0         | 0         | 12    | 1     |
| Престон Норт Энд     | Итого            | 11   | 1    | 0            | 0            | 1          | 0          | 0         | 0         | 12    | 1     |
| Ливерпуль            | 2010/11          | 7    | 2    | 0            | 0            | 0          | 0          | 2         | 0         | 9     | 2     |
| Ливерпуль            | 2011/12          | 35   | 4    | 6            | 4            | 6          | 1          | 0         | 0         | 47    | 9     |
| Ливерпуль            | 2012/13          | 2    | 0    | 0            | 0            | 0          | 0          | 0         | 0         | 2     | 0     |
| Ливерпуль            | Итого            | 44   | 6    | 6            | 4            | 6          | 1          | 2         | 0         | 58    | 11    |
| Вест Хэм Юнайтед     | 2012/13          | 24   | 7    | 0            | 0            | 0          | 0          | 0         | 0         | 29    | 7     |
| Вест Хэм Юнайтед     | 2013/14          | 15   | 2    | 0            | 0            | 1          | 0          | 0         | 0         | 16    | 2     |
| Вест Хэм Юнайтед     | 2014/15          | 14   | 5    | 2            | 0            | 0          | 0          | 0         | 0         | 16    | 5     |
| Вест Хэм Юнайтед     | 2015/16          | 27   | 9    | 4            | 0            | 1          | 0          | 0         | 0         | 32    | 9     |
| Вест Хэм Юнайтед     | 2016/17          | 18   | 7    | 1            | 0            | 0          | 0          | 3         | 0         | 22    | 7     |
| Вест Хэм Юнайтед     | 2017/18          | 16   | 3    | 0            | 0            | 2          | 0          | 0         | 0         | 18    | 3     |
| Вест Хэм Юнайтед     | 2018/19          | 12   | 0    | 2            | 1            | 0          | 0          | 0         | 0         | 14    | 1     |
| Вест Хэм Юнайтед     | Итого            | 126  | 33   | 9            | 1            | 4          | 0          | 3         | 0         | 142   | 34    |
| Ньюкасл Юнайтед      | 2019/20          | 19   | 0    | 2            | 0            | 0          | 0          | 0         | 0         | 21    | 0     |
| Ньюкасл Юнайтед      | 2020/21          | 18   | 1    | 1            | 0            | 3          | 0          | 0         | 0         | 22    | 1     |
| Ньюкасл Юнайтед      | Итого            | 37   | 1    | 3            | 0            | 3          | 0          | 0         | 0         | 43    | 1     |
| Рединг               | 2021/22          | 8    | 2    | 0            | 0            | 0          | 0          | 0         | 0         | 8     | 2     |
| Рединг               | Итого            | 8    | 2    | 0            | 0            | 0          | 0          | 0         | 0         | 8     | 2     |
| Вест Бромвич Альбион | 2021/22          | 15   | 3    | 0            | 0            | 0          | 0          | 0         | 0         | 15    | 3     |
| Вест Бромвич Альбион | Итого            | 15   | 3    | 0            | 0            | 0          | 0          | 0         | 0         | 15    | 3     |
| Рединг               | 2022/23          | 30   | 9    | 2            | 0            | 0          | 0          | 0         | 0         | 32    | 9     |
| Рединг               | 2023/24          | 2    | 0    | 0            | 0            | 0          | 0          | 0         | 0         | 2     | 0     |
| Рединг               | Итого            | 32   | 9    | 2            | 0            | 0          | 0          | 0         | 0         | 34    | 9     |
| Всего за карьеру     | Всего за карьеру | 353  | 86   | 28           | 7            | 15         | 1          | 7         | 0         | 403   | 94    |

(откорректировано по состоянию на 12 августа 2023 года)
| Матчи и голы Кэрролла за сборную Англии | Матчи и голы Кэрролла за сборную Англии | Матчи и голы Кэрролла за сборную Англии | Матчи и голы Кэрролла за сборную Англии | Матчи и голы Кэрролла за сборную Англии | Матчи и голы Кэрролла за сборную Англии | Матчи и голы Кэрролла за сборную Англии |
| --------------------------------------- | --------------------------------------- | --------------------------------------- | --------------------------------------- | --------------------------------------- | --------------------------------------- | --------------------------------------- |
| №                                       | Дата                                    | Соперник                                | Стадион                                 | Счёт                                    | Голы Кэрролла                           | Турнир                                  |
| 1                                       | 17 ноября 2010                          | Франция                                 | Уэмбли                                  | 1:2                                     |                                         | Товарищеский матч                       |
| 2                                       | 29 марта 2011                           | Гана                                    | Уэмбли                                  | 1:1                                     | 1                                       | Товарищеский матч                       |
| 3                                       | 6 сентября 2011                         | Уэльс                                   | Уэмбли                                  | 1:0                                     |                                         | Отборочные матчи ЧЕ-2012                |
| 4                                       | 26 мая 2012                             | Норвегия                                | Уллевол                                 | 1:0                                     |                                         | Товарищеский матч                       |
| 5                                       | 15 июня 2012                            | Швеция                                  | Олимпийский                             | 3:2                                     | 1                                       | Финальные матчи ЧЕ-2012                 |
| 6                                       | 19 июня 2012                            | Украина                                 | Донбасс Арена                           | 1:0                                     |                                         | Финальные матчи ЧЕ-2012                 |
| 7                                       | 24 июня 2012                            | Италия                                  | Олимпийский                             | 0:0                                     |                                         | Финальные матчи ЧЕ-2012                 |
| 8                                       | 15 августа 2012                         | Италия                                  | Уэмбли                                  | 2:1                                     |                                         | Товарищеский матч                       |
| 9                                       | 12 октября 2012                         | Сан-Марино                              | Уэмбли                                  | 5:0                                     |                                         | Отборочные матчи ЧМ-2014                |

Итого: 9 матчей / 2 гола; 6 побед, 2 ничьих, 1 поражение

## Достижения

### Командные
Ньюкасл Юнайтед
- Победитель Чемпионшипа: 2009/10

Ливерпуль
- Обладатель Кубка Футбольной лиги: 2012

### Личные
- Трофей Wor Jackie Milburn: 2007
- Член «команды года» в Чемпионате Футбольной лиги по версии ПФА: 2009/10
- Автор лучшего гола месяца английской Премьер-лиги: январь 2016